# Varadero
Varadero je jedno z největších kubánských letovisek, rozprostírající se na poloostrově nedaleko hlavního města Havany. Nachází se v provincii Matanzas. První historické zmínky o poloostrově sahají do roku 1555. V této době zde byl španělský přístav.
Dnešní letovisko bylo vystavěno jako sídlo bohatých ve 20. letech minulého století. Po druhé světové válce zde byla postavena kasina a hotely. Varadero je v současnosti oblíbené turistické středisko s bílými písčitými plážemi a moderními zábavními středisky.